# 景其淦
景其淦（？—？），貴州興義人，清朝政治人物。拔貢出身。
咸豐二年五月，接替富克精阿。擔任江蘇荆溪縣知縣。后由薛炳接任。